# Popillia mpalainensis
Popillia mpalainensis är en skalbaggsart som beskrevs av Benderitter 1924. Popillia mpalainensis ingår i släktet Popillia och familjen Rutelidae. Inga underarter finns listade i Catalogue of Life.